# Amblève (rivier)
De Amblève (Duits: Amel) is een rivier in de Ardennen, provincie Luik, in het stroomgebied van de Maas in België. De Duitse en de Franse benaming worden beide zowel voor de rivier als voor de gemeente en plaats in de Duitstalige Gemeenschap gebruikt. De rivier stroomt door de gemeenten Büllingen, Amel, Weismes, Malmedy, Stavelot, Trois-Ponts, Stoumont, Aywaille en Comblain-au-Pont.

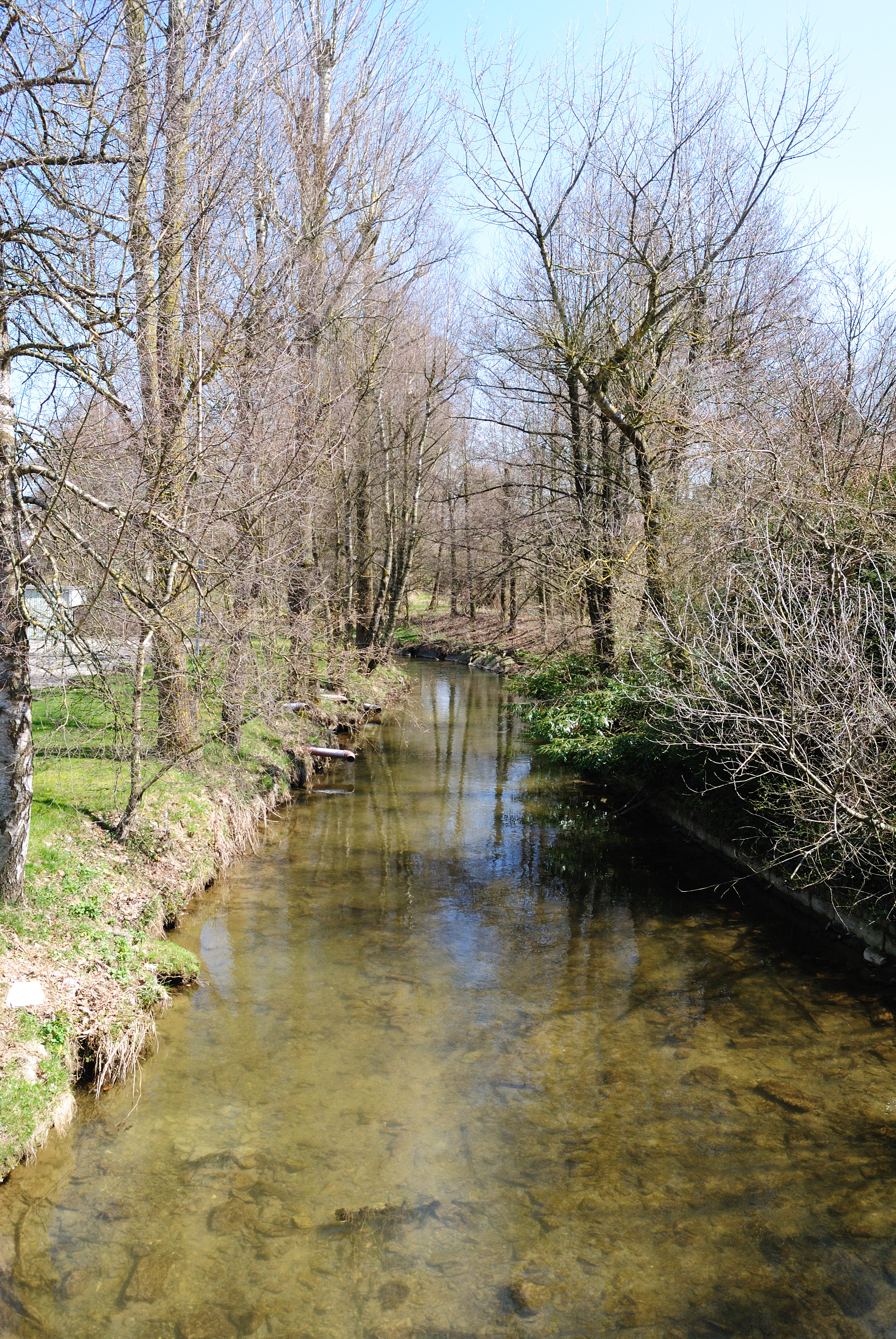
De Amblève (of Amel) nabij het gelijknamige dorp.

## Fysische kenmerken
De rivier ontspringt vanuit de Amelquelle ten westen van de plaats Honsfeld in de gemeente Büllingen, op circa 600 meter boven de zeespiegel. Het bekken is gelegen in de Hoge Ardennen, de hoogst gelegen regio van België. De Baraque Michel, met 674 meter (TAW) een van de hoogste punten van België, vormt een deel van de waterscheiding van het bekken van de Amblève. De monding van de Amblève (in de Ourthe, die weer uitmondt in de Maas) nabij Comblain-au-Pont is daarentegen op slechts 120 meter hoogte gelegen. De Amblève heeft hierdoor een hoog verhang.
De vallei van de Amblève is vooral smal. Nabij het dorpje Cheneux is de rivier relatief breed om dan plots te versmallen langs de nauwe Hé des Zeftais. Spoorlijn 42, die de vallei volgt vanaf Trois-Ponts, gaat hier door twee tunnels: die van Cheneux (250 m) en Xhierfomont (127 m). Wat verder stroomt de rivier een ruime vier kilometer naar het noorden. Hier, bij Fonds de Quarreux is de vallei het smalst.
De vallei van de Amblève wordt gezien als een van de mooiste gebieden in de Hoge Ardennen en is deels Europees beschermd als Natura 2000-gebied (Vallée de l'Amblève du Pont de Targnon à Remouchamps, Basse Vallée de l'Amblève,...).

### Zijrivieren
De belangrijkste zijrivieren van de Amblève:
- Ninglinspo
- Chefna
- Lienne
- Roannay
- Salm
- Eau Rouge
- Warche

De Rubicon is een onderaardse bijrivier die de grotten van Remouchamps heeft gevormd.

## Recreatie
Er zijn heel wat recreatiemogelijkheden. Naast kamperen of wandelen, is vooral kajak de voornaamste sportbeoefening in de regio.
De Amblève is vooral bekend omwille van de Watervallen van Coo. Deze ontstond nadat monniken in de 18e eeuw een meander doorstaken om een watermolen aan te drijven. De drooggevallen meander wordt nu gebruikt als spaarbekken van een hydro-elektrische centrale. Even verder bij Nonceveux is de rivier bezaaid met rotsblokken, de "Fonds de Quarreux". 